# 陈尚文 (正德进士)
陈尚文（1478年—？年），榜姓武，後復姓陳，字質夫，福建泉州卫官籍。

## 生平
治《易經》，行一，由國子生中式弘治十一年戊午科（1498年）福建鄉試第五十九名舉人，年三十一歲中式正德三年（1508年）戊辰科會試第一百七十八名，第三甲第一百四十七名進士。官浙江归安县知县。

## 家族
曾祖武順。祖父武忠。父武宁，教谕。母张氏。慈侍下，弟尚谦。